# دوير طه
إحدى قرى ريف طرطوس، وتعد القرية الأكثر تعايشاً طائفياً في سوريا والمنطقة، إذ يعيش في القرية أربع طوائف مختلفة متعايشة ومحبة لبعضها البعض وهم : المسلمون السنة، المسلمون العلويون، المسلمون الإسماعيليون، والمسيحيون.
وتشكل نسيج وموزاييك ليس له مثيل.وغالب السكان مسلمون سنة'
تتبع القرية إدارياً لبلدة السودا و يحد قرية دويرطه من الشمال حصين البحر و بعشتر والمتن ومن الغرب عبة والرويسة و البحر الأبيض المتوسط ومن الشرق السودا و البريج و رأس الكتان ومن الجنوب بلاطة غربية كما مبين في الصورة
‌